# Safirvinge
Safirvinge (Pterophanes cyanopterus) är en fågel i familjen kolibrier.

## Utseende
Safirvingen är en mycket stor och spektakulär kolibri. Hanen är gnistrande smaragdgrön med blå vingad. Honan är grönaktig ovan och kanelbrun undertill. Näbben är medellång och något uppåtböjd. Fågeln är större än nästan alla andra kolibrier, med tydligt långsammare vingslag. 

## Utbredning och systematik
Safirvinge är den enda i släktet Pterophanes. Den delas in i tre underarter med följande utbredning:
- Pterophanes cyanopterus cyanopterus – förekommer i östra Anderna i norra centrala Colombia (Santander och Cundinamarca)
- Pterophanes cyanopterus caeruleus – förekommer från centrala Anderna i Colombia (Tolima) till Nariño i sydvästligaste Colombia
- Pterophanes cyanopterus peruvianus – förekommer i Anderna i Ecuador, Peru och norra Bolivia

## Levnadssätt
SDafirvingen förekommer i skogar och skogsbryn i bergstrakter, vanligen från cirka 2800 meters höjd till trädgränsen. Den kan också ses besöka fågelmatningar.

## Status och hot
Arten har ett stort utbredningsområde, men tros minska i antal, dock inte tillräckligt kraftigt för att den ska betraktas som hotad. Internationella naturvårdsunionen IUCN listar arten som livskraftig (LC).